# Dolichoscius longipes
Dolichoscius longipes är en tvåvingeart som beskrevs av Emile Janssens 1954. Dolichoscius longipes ingår i släktet Dolichoscius och familjen rovflugor.
Artens utbredningsområde är Kongo. Inga underarter finns listade i Catalogue of Life.